# Umjereni drvenasti bambus
Umjereni drvenasti bambus (lat. Arundinarieae), tribus trava, dio potporodice bambusovaca koji se sastoji od pet podtribusa.

## Povijest
Nova podplemenska klasifikacija plemena drvenastog bambusa Arundinarieae predložena je na temelju nedavnih filogenomskih studija. Prepoznato je pet podplemena, koji odgovaraju pet glavnih loza filogenomskih stabala temeljenih na ddRAD-seq: Arundinariinae (loza leptomorfa), Ampelocalaminae (loza ADH), Gaoligongshaniinae (koju predstavlja Gaoligongshania), Hsuehochloinae (koja predstavlja Hsuehochloa) i Thamnocalaminae (loza pahimorfa, tj. alpski bambusi). Podplemena Ampelocalaminae, Gaoligongshaniinae i Hsuehochloinae su novouspostavljena, dok se opseg podplemena Arundinariinae i Thamnocalaminae razlikuje od tradicionalne klasifikacije. Potpleme Arundinariinae također uključuje one taksone koji su bili prethodni članovi potplema Shibataeinae. Tako je među pet redefiniranih podplemena Arundinariinae morfološki najheterogenije. Kod Arundinarieae, tip rizoma ima veće implikacije za klasifikaciju nego druge vegetativne i reproduktivne karakteristike na subplemenskoj razini. Osim toga, novi monotipski rod Ravenochloa opisan je na temelju njegovih morfoloških karakteristika i geografske distribucije kako bi se prilagodio jedinstvenom filogenetskom entitetu Indocalamus wilsonii.

## Rodovi
1. Subtribus Hsuehochloinae D.Z.Li & Y.X.Zhang subtrib. nov.
  1. Hsuehochloa D.Z.Li & Y.X.Zhang (1 sp.)
2. Subtribus Ampelocalaminae D.Z.Li & Y.X.Zhang subtrib. nov.
  1. Ampelocalamus S.L.Chen, T.H.Wen & G.Y.Sheng (14 spp.)
  2. Drepanostachyum Keng f. (13 spp.)
  3. Himalayacalamus Keng f. (9 spp.)
3. Subtribus Gaoligongshaniinae D.Z.Li & Y.X. Zhang, subtrib. nov.
  1. Gaoligongshania D.Z.Li Hsueh & N.H.Xia (1 sp.)
4. Subtribus Thamnocalaminae Keng f.
  1. Oldeania Stapleton (7 spp.)
  2. Kuruna Attigala, Kathr. & L. G. Clark (7 spp.)
  3. Chimonocalamus Hsueh & T. P. Yi (19 spp.)
  4. Tongpeia Stapleton (3 spp.)
  5. Fargesia Franch. (95 spp.)
  6. Thamnocalamus Munro (5 spp.)
  7. Sarocalamus Stapleton (6 spp.)
  8. Bergbambos Stapleton (1 sp.)
  9. Yushania Keng f. (94 spp.)
5. Subtribus Arundinariinae Bentham
  1. Ravenochloa D. Z. Li & Y. X. Zhang (1 sp.)
  2. Indocalamus sensu auct. (31 spp.)
  3. Oligostachyum Z. P. Wang & G. H. Ye (18 spp.)
  4. Ferrocalamus Hsueh & Keng f. (2 spp.)
  5. Bashania Keng f. & Yi (4 spp.)
  6. Sasa Makino & Shibata (42 spp.)
  7. Indocalamus Nakai (1 sp.)
  8. Gelidocalamus T. H. Wen (14 spp.)
  9. Chimonobambusa Makino (40 spp.)
  10. Sasamorpha Nakai (5 spp.)
  11. Vietnamocalamus T. Q. Nguyen (1 sp.)
  12. xHibanobambusa Maruy. & H. Okamura (0 sp.)
  13. Semiarundinaria Makino ex Nakai (8 spp.)
  14. Shibataea Makino (7 spp.)
  15. Phyllostachys Siebold & Zucc. (63 spp.)
  16. Arundinaria Michx. (2 spp.)
  17. Sasaella Makino (11 spp.)
  18. Pleioblastus Nakai (26 spp.)
  19. Pseudosasa Makino ex Nakai (20 spp.)
  20. Sinosasa L. C. Chia ex N. H. Xia, Q. M. Qin & Y. H. Tong (7 spp.)
  21. Kengiochloa Y. H. Tong & N. H. Xia (1 sp.)
  22. Acidosasa C. D. Chu & C. S. Chao (11 spp.)
  23. Khoonmengia N. H. Xia, Y. H. Tong & X. R. Zheng (1 sp.)
  24. Sinobambusa Makino ex Nakai (13 spp.)
  25. Indosasa McClure (19 spp.)